# The Deep Blue Sea
The Deep Blue Sea o Entre l'espasa i la paret, és una pel·lícula de drama romàntic britànic de 2011 escrita i dirigida per Terence Davies i protagonitzada per Rachel Weisz, Tom Hiddleston i Simon Russell Beale. És una adaptació de l'obra de 1952 de Terence Rattigan The Deep Blue Sea sobre la dona d'un jutge que té una aventura amb un antic pilot de l'RAF. Aquesta versió cinematogràfica va ser finançada pel UK Film Council i Film4, i produïda per Sean O'Connor i Kate Ogborn. S'ha doblat i subtitulat al català central amb el títol de The Deep Blue Sea, i al valencià amb el nom d'Entre l'espasa i la paret per a À Punt.
El rodatge va començar a finals del 2010 i es va estrenar al Regne Unit el 2011, l'any del centenari del naixement de Rattigan.